# Klint (Oste)
Klint ist eine ehemals selbständige, seit 1972 zur Gemeinde Hechthausen im niedersächsischen Landkreis Cuxhaven gehörende Ortschaft am linken Ufer der mittleren Oste. Sie bildet gemeinsam mit dem östlich des Dorfmittelpunkts gelegenen Ortsteil Koppel und der Ortschaft Laumühlen den westlichen Teil der Geestinsel Hechthausen.

## Geschichte
Der Ortsname ist aus dem mittelniederdeutschen Wort für „Abhang, steiles Ufer“ abgeleitet.
Erstmalige Erwähnung findet der Ortsname 1341, als der Knappe Heinrich Gogreve – möglicherweise ein Angehöriger der noch heute im Kirchspiel Hechthausen ansässigen Familie von Marschalck – dem stiftsbremischen Adligen Hermann von Gröpelingen eine Rente aus seinem Gut uppe deme Klinte verkaufte und 1353 ein Stück Land uppe deme Klinte tho Borchholte. Das Dorf Borchholte im Kirchspiel Hechthausen wurde 1233 erwähnt nach dem sich eine hier ansässige Adelsfamilie „de Borchholte“ nannte; es umfasste die heutigen Ortsteile Klint und Laumühlen. Nach 1400 taucht der Name Borchholte nicht mehr auf. 
Später bestand der Ort im Wesentlichen aus den Gütern Klint I, Klint II dem Geesthof und den dazugehörigen Meyerhöfen sowie kleinbäuerlichen Hofstellen. Alle drei Gutshäuser existieren nicht mehr. Um 1970 waren  am ehemaligen Gut Klinthof der Burggraben noch erkennbar.

1949 brannte ein großer Teil des Ortes ab mit dem Geesthof und 23 Häuser.

### Eingemeindungen
Am 1. Juli 1972 wurde Klint in die Gemeinde Hechthausen eingegliedert.

### Einwohnerentwicklung
| Jahr | Einwohner | Quelle |
| ---- | --------- | ------ |
| 1824 | 00–0 ¹    | [ 4 ]  |
| 1848 | 0349 ²    | [ 5 ]  |
| 1910 | 485       | [ 6 ]  |
| 1925 | 488       | [ 7 ]  |
| 1933 | 421       | [ 7 ]  |
| 1939 | 409       | [ 7 ]  |
| 1950 | 724       | [ 1 ]  |

¹ 58 Feuerstellen

² in 74 Häusern

## Politik

### Gemeinderat und Bürgermeister
Die Ortschaft Klint wird vom Rat der Gemeinde Hechthausen vertreten.

### Wappen
Der Entwurf des Kommunalwappens von Klint stammt von dem Heraldiker und Wappenmaler Albert de Badrihaye, der zahlreiche Wappen im Landkreis Cuxhaven erschaffen hat.
| Wappen von Klint | Blasonierung: „Geteilt; oben: in Rot ein silberner Pferdekopf; unten: in Silber ein blauer Wellenbalken.“                                             |
| Wappen von Klint | Wappenbegründung: Der Pferdekopf weist auf die Zugehörigkeit zu Niedersachsen, der Wellenbalken auf die Lage der ehemaligen Gemeinde an der Oste hin. |

## Kultur und Sehenswürdigkeiten
Baudenkmale
→ Siehe: Liste der Baudenkmale in Klint
- Wohn- und Wirtschaftsgebäude Bornberger Straße 7 von 1785 in Fachwerk
- Schöpfwerk Klint von 1931 in backsteinexpressionistischer Formensprache

## Persönlichkeiten
Personen, die mit der Gemeinde in Verbindung stehen
- Friederich Christian Marschalck von Bachtenbrock († 1789), Gutsherr auf Klint, Vater von Engelbert Johann von Marschalck